# 국도 제127호선 (일본)

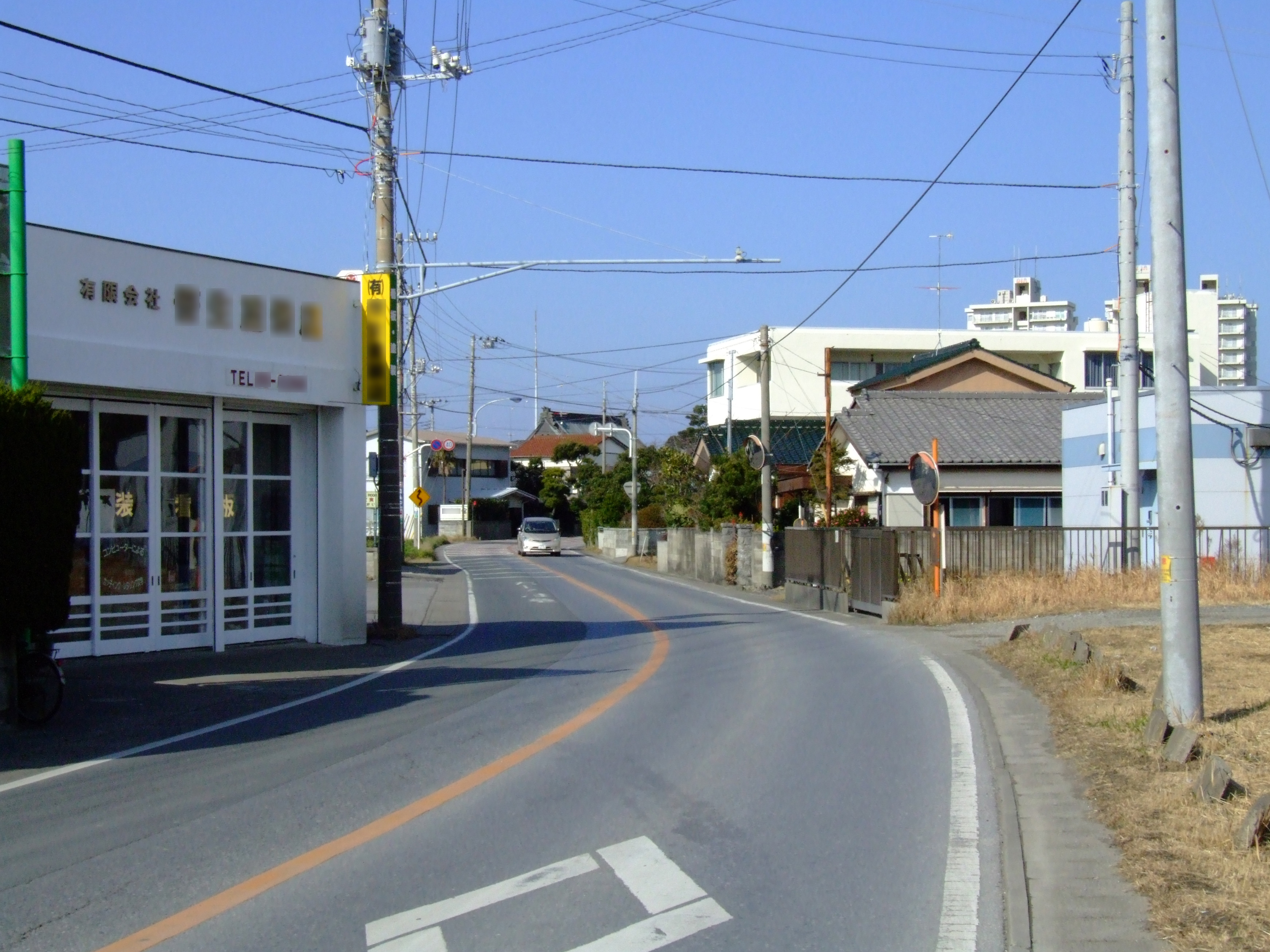
지바현 아와군 교난정을 가로지르는 127번 국도

국도 제127호선(일본어: 国道127号)은 지바현 다테야마시에서 기사라즈시까지 이어주는 일반 국도로, 총 연장은 74.3 km이다.

## 노선 정보
일반 국도의 노선을 지정하고 있는 정령에 의거한 기종점 및 경유지는 다음과 같다.
- 기점 : 다테야마시 (난소 문화홀 앞 교차로 = 국도 제128호선과의 교점, 국도 제410호선과의 기점)
- 종점 : 기사라즈시 (사쿠라이 교차로 = 국도 제16호선과의 교점)
- 중요한 경과지 : 지바현 아와군 교난정, 훗쓰시, 기미쓰시
- 총 연장 : 74.3 km
- 중용 연장 : 없음
- 실제 연장 : 74.3 km
  - 현도 : 74.3 km
  - 신도 : 없음

## 역사
애초 국도로 지정되었을 당시에는 다테야마시와 지바시를 사이에 이르는 노선으로 지정되었다. 그러나 1963년 종점측의 구간인 기사라즈시와 지바시 사이의 구간에만 변화가 왔으나, 해당 구간은 1급 국도 16호선인 요코하마-요코스카 구간과 2급 국도 129호선인 도쿄 순환선(요코하마-지바 구간)으로 각각 분할 지정되었기 때문에, 이에 따른 잔여 구간인 다테야마 ~ 기사라즈 사이의 구간만 127번 국도로 분류하고 있다.

### 연표
- 1953년 5월 18일 : 2급 국도 제127호 다테야마 지바 선(다테야마시 - 지바시)으로 지정 시행
- 1963년 4월 1일 : 종점부의 일부 구간이 1급 국도 16호선으로 승격하면서 나머지 구간에 한하여 2급 국도 제127호 다테야마 기사라즈 선으로 명칭 변경 시행
- 1965년 4월 1일 : 1, 2급의 구분을 없애고 일반 국도 제127호선으로 전환

## 지리

### 통과하는 지자체
- 지바현
  - 다테야마시 - 미나미보소시 - 아와군 교난정 - 훗쓰시 - 기미쓰시 - 기사라즈시

### 통과하는 도로
고속도로, 기타 도로
- 다테야마 자동차도(일본어판, 중국어판)
- 훗쓰-다테야마 도로(일본어판, 중국어판)
- 노고기리야마 등산 자동차도(일본어판)

일반 국도
- 국도 제128호선
- 국도 제410호선
- 국도 제465호선
- 국도 제16호선

## 국도 127호선을 소재로 하는 악곡
지바현 기사라즈시에서 직접 결성된 록 밴드인 기시단의 1st 음반에 수록되어 있는 1/6 LONELY NIGHT의 악곡인 《국도 127호선의 하얀 번개》(원제 : 國道127號線の白き稲妻)는 국도 127호선을 무대로 하는 악곡으로 알려져 왔다.